# Kościół Zesłania Ducha Świętego w Oradei
Kościół Zesłania Ducha Świętego w Oradei – rzymskokatolicki kościół parafialny zlokalizowany w rumuńskim mieście Oradea (dzielnica Olosig), przy Strada Dunărea.

## Historia
W latach 1732–1743 w miejscu obecnej świątyni, franciszkanie wybudowali kościół wraz z przylegającym doń klasztorem. Kościół ten został odnowiony w 1876. Dobudowano do niego wówczas wieżę według projektu Ferenca Knappa. W latach 1903–1905, na podstawie projektów Kálmána Rimanóczego, korpus nawowy został znacząco przebudowany w stylu eklektycznym (z elementami neorenesansowymi), a obok istniejącej wieży dobudowano dwie mniejsze. Z dawnego kościoła zachowała się krypta, sześć ołtarzy bocznych i ambona. Dawny klasztor jest obecnie częścią szpitala wojskowego, natomiast kościół pozostaje rzymskokatolicki. Po franciszkanach pozostały najcenniejsze elementy wyposażenia: sześć barokowych ołtarzy bocznych, ambona i niektóre obrazy ołtarzowe.

## Architektura
Fasada główna jest zwrócona w kierunku ulicy Dunării, a wschodnia jest równoległa do ulicy Republicii. Wieża główna jest pięciopiętrowa. Elewacje naw bocznych odzwierciedlają układ przestrzenny wnętrza. Obiekt wzniesiono na planie krzyża łacińskiego, chór ma wieloboczne zakończenie. Wejście główne znajduje się pod wieżą i południowym chórem organowym. W nawie głównej podwójne łuki wsparte są na pilastrach o kompozytowych kapitelach. Pod arkadami, między pilastrami zapewniono dostęp do kaplic bocznych, przykrytych sklepieniami krzyżowymi. Po przebudowie kościoła z początku XX wieku, ze względu na niższą wysokość kaplic bocznych, zmieniono pierwotną konstrukcję ołtarzy poprzez wycięcie niektórych elementów i dekoracji, przez co stały się one nieco nieproporcjonalne.

## Wyposażenie
Fasada ołtarza głównego św. Franciszka z Asyżu, wzniesionego w 1742, flankowana jest pilastrami i zwieńczona rzeźbami aniołów, które ubrane są w szaty oraz główkami puttów osadzonych wśród srebrzystych obłoków. Pierwotny obraz ołtarzowy został namalowany w 1876 przez oradejskiego malarza Lajosa Mezeya. Ołtarz ten został odrestaurowany po pożarze w 1872 w stylu neorenesansowym, kiedy to umieszczono tu obraz Jakoba Gölsza z Oradei przedstawiający Zesłanie Ducha Świętego. W 1984 wykonano czerwono-białą marmurową mensę. Po prawej stronie ołtarza głównego znajduje się obraz Matki Boskiej namalowany przez Friedricha Silchera, a w transepcie zachodnim umieszczono obraz z ołtarza kościoła Misericordian z 1755.
W bocznych kaplicach umieszczono szereg XVIII-wiecznych nagrobków. Najważniejszym elementem barokowego wyposażenia jest ambona wykonana około 1750. Dolna jej część pokryta jest imitacją marmuru, podkreśloną dekoracją rocaille. Górna część ozdobiona jest zróżnicowaną dekoracją barokową z postaciami ludzkimi i anielskimi.
Pod kościołem zachowała się barokowa krypta ze szczątkami biskupa Jánosa Okolicsányi, zmarłego w 1736.

## Galeria

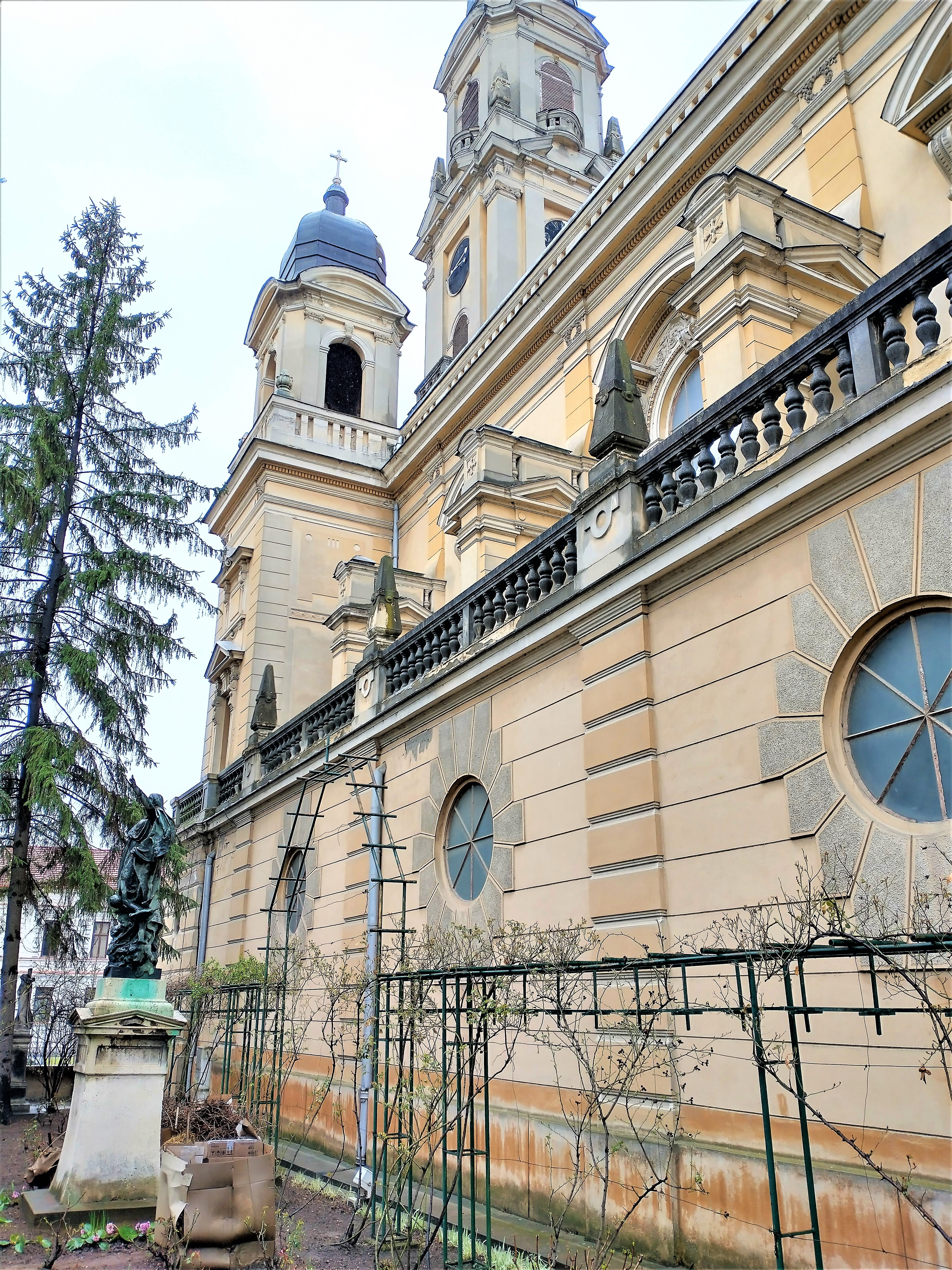
Fasada boczna
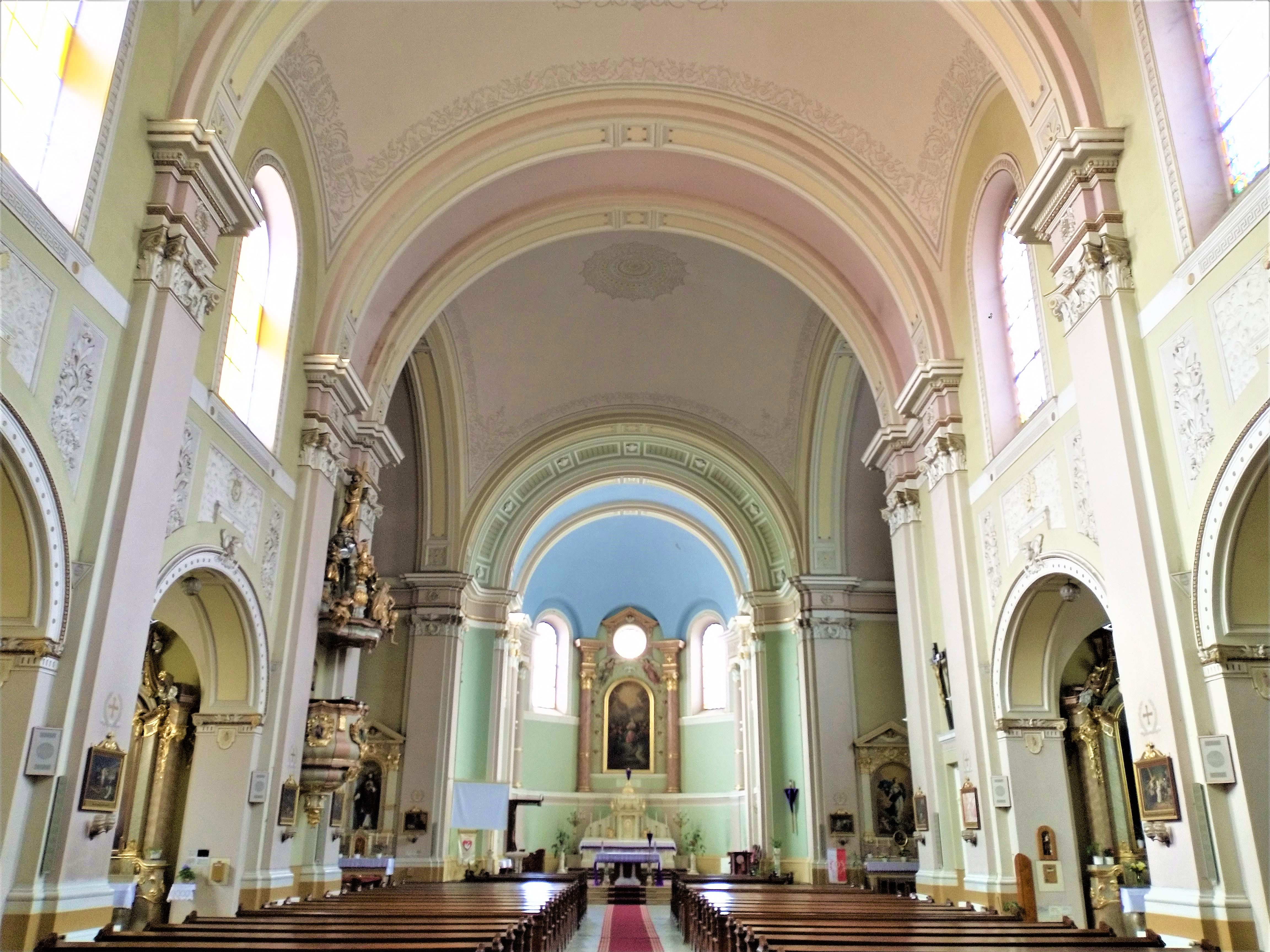
Wnętrze z ołtarzem
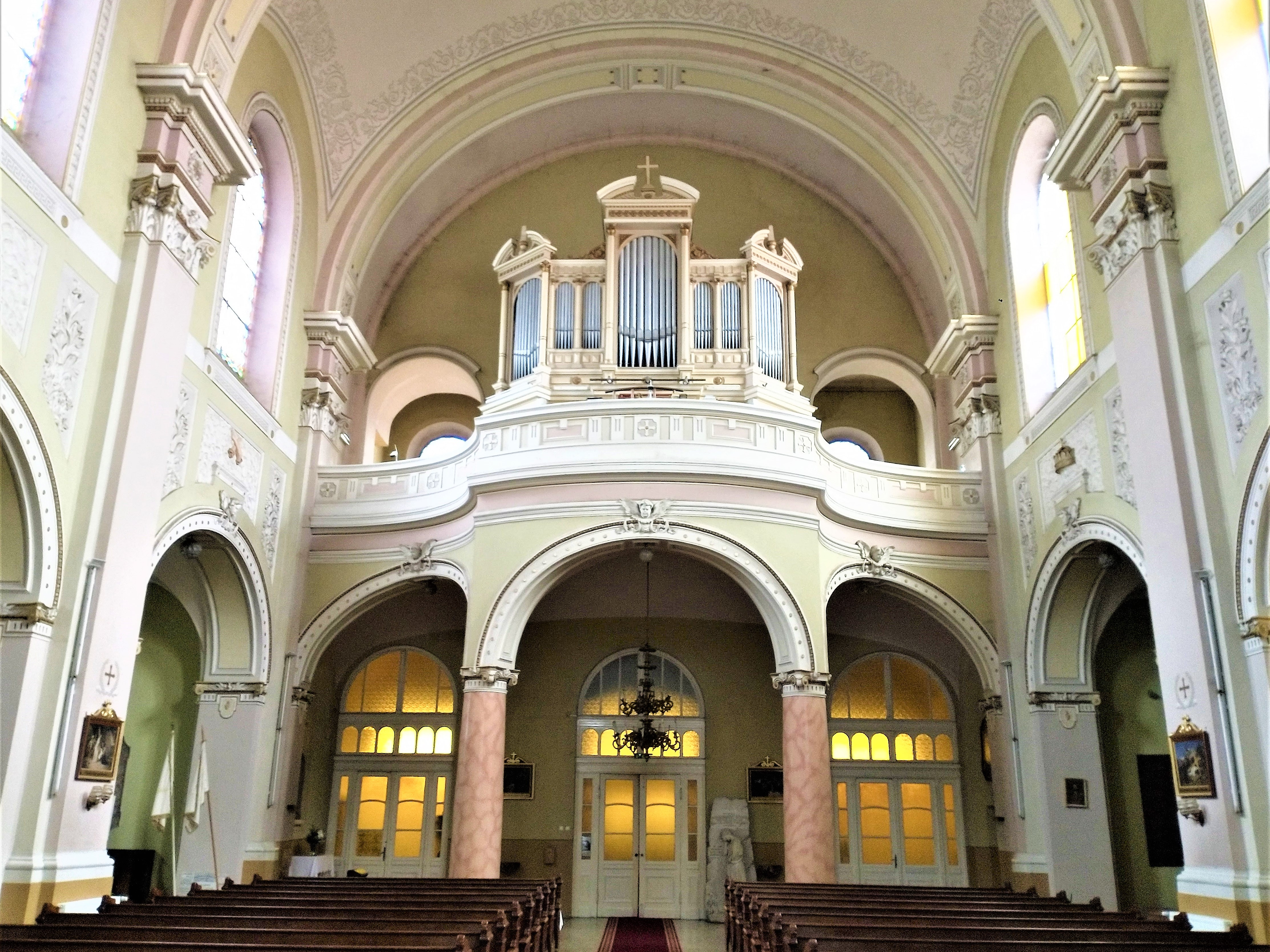
Chór organowy